# Diastylidae
Diastylidae Bate, 1856 è una famiglia di crostacei malacostraci appartenenti all'ordine dei Cumacei.

## Tassonomia
In questa famiglia sono ricompresi 24 generi ai quali appartengono 285 specie:
- Anchicolurus Stebbing, 1912
- Anchistylis Hole, 1945
- Atlantistylis Reyss, 1975
- Brachydiastylis Stebbing, 1912
- Colurostylis Calman, 1911
- Cuma Milne-Edwards, 1828
- Diastylis Say, 1818
- Diastyloides G. O. Sars, 1900
- Diastylopsis Smith, 1880
- Dic Stebbing, 1910
- Dimorphostylis Zimmer, 1921
- Divacuma
- Ekleptostylis Stebbing, 1912
- Ektonodiastylis Gerken, Watling & Klitgaard, 2000
- Geyserius
- Holostylis Stebbing, 1912
- Leptostylis G. O. Sars, 1869
- Leptostyloides
- Makrokylindrus Stebbing, 1912
- Oxyurostylis Calman, 1912
- Pachystylis Hansen, 1895
- Paradiastylis Calman, 1904
- Paraleptostylis Vassilenko, 1990
- Vemakylindrus Bacescu, 1961